# Louise a Marii Britanii
Prințesa Louise, Ducesă de Fife (Louise, Victoria Alexandra Dagmar; 20 februarie 1867 - 4 ianuarie 1931) a fost cel de-al treilea copil și cea mai mare fiică a lui Eduard VII și a reginei Alexandra. A fost sora mai mică a regelui George al V-lea și a cincea deținătoare a titlului de Prințesă Regală.

## Familie
S-a născut ca Prințesa Louise de Wales, la Casa Marlborough, reședința din Londra a părinților ei, atunci Prințul și Prințesa de Wales (mai târziu, Eduard VII și regina Alexandra). O mare parte a copilăriei ei a petrecut-o la Casa Sandringham, casa de la Norfolk a părinților ei.
A fost botezată la Casa Marlborough la 10 mai 1867 de Charles Longley, arhiepiscop de Canterbury. Nașii ei au fost: mătușile paterne – Alice, Prințesă de Hesse, Elena, Prințesă de Schleswig-Holstein și Prințesa Louise, Ducesă de Argyll; unchiul patern (prin căsătorie), Prințul Moștenitor Frederic al Prusiei; verișoara sa – Marea Ducesă Augusta de Mecklenburg-Strelitz; unchiul matern – Electorul Frederic Wilhelm de Hesse-Kassel; bunica maternă: regina Louise a Danemarcei – de la care a luat numele; unchiul matern - George I al Greciei; mătușa maternă - Țarina Maria Feodorovna a Rusiei; Ducele Karl de Schleswig-Holstein-Sonderburg-Glücksburg și Prințul Eduard de Saxa-Weimar-Eisenach.
La fel ca surorile sale, Prințesa Maud și Victoria, ea a primit o educație formală limitată. Bunica paternă a fost regina Victoria a Regatului Unit, iar bunicul matern a fost regele Christian al IX-lea al Danemarcei.

## Căsătorie

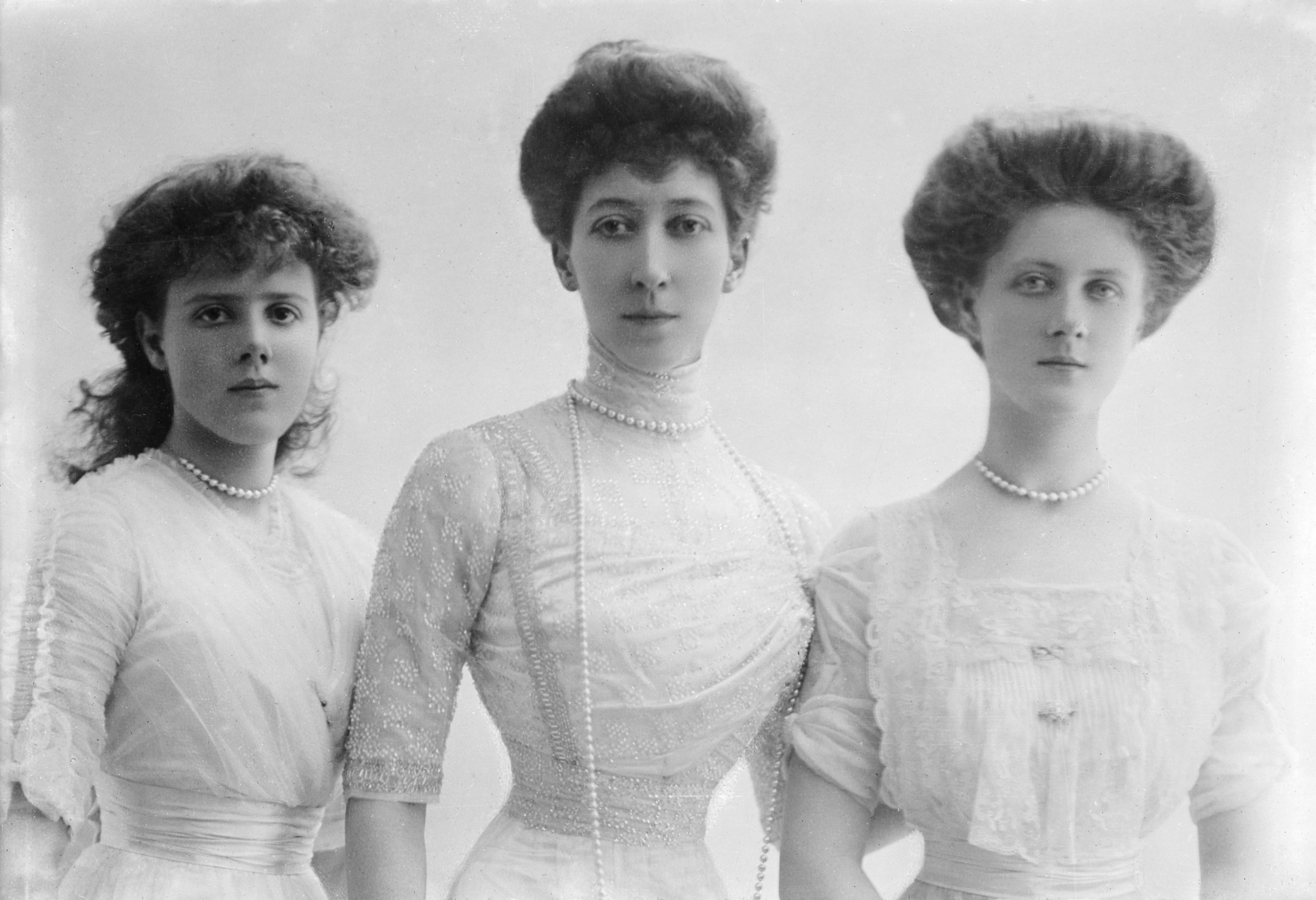
Louise, Prințesă Regală și Ducesă de Fife împreună cu fiicele ei Prințesa Maud de Fife (stânga) și Prințesa Alexandra de Fife (dreapta), ca 1911.

La 27 iulie 1889, Prințesa Louise s-a căsătorit cu Alexander Duff, al 6-lea Conte de Fife la Palatul Buckingham. La două zile după nuntă, regina Victoria l-a numit pe soțul nepoatei sale Duce de Fife și Marchiz de Macduff. 
Alexander era cu 18 ani mai mare decât Louise și erau verișori de gardul trei, ca descendenți ai regelui George al III-lea.
Ducele de Fife și Prințesa Louise, Ducesă de Fife au avut trei copii:
- Alastair Duff, Marchiz de Macduff (1890-1890)
- Prințesa Alexandra, Ducesă de Fife (1891-1959) căsătorită cu Prințul Arthur de Connaught; au avut copii
- Prințesa Maud de Fife (1893-1954), căsătorită cu Charles Carnegie, al 11-lea Conte de Southesk; au avut copii

La 9 noiembrie 1905, Eduard al VII-lea a declarat-o pe Prințesa Louise Prințesă Regală, cea mai înaltă onoare acordată unei membre a familiei regale. În același timp, regele le-a acordat celor două fiice ale Prințesei Regale titlul de "prințesă a Marii Britanii și a Irlandei de Nord".
În decembrie 1911, în timp ce navigau în Egipt, Prințesa Regală și familia ei au naufragiat în largul coastei Marocului. Deși au scăpat nevătămați, Ducele de Fife s-a îmbolnăvit de pleurezie, probabil contactată ca urmare a naufragiului. El a murit la Assuan, Egipt, în ianuarie 1912 și Prințesa Alexandra i-a succedat la conducerea ducatului de Fife. Mai târziu, fiica sa cea mare, Prințesa Alexandra de Fife s-a căsătorit cu verișorul ei primar, Prințul Arthur de Connaught.
Prințesa Regală a murit în ianuarie 1931, la casa ei din Portman Square, Londra și a fost înmormântată la Castelul Windsor.